# Віталія Туомайте
Віталія Туомайте (22 листопада 1964 — 8 серпня 2007) — литовська баскетболістка.
Бронзова призерка Олімпійських Ігор 1988 року.